# Batalla de Guadix
La batalla de Guadix fue un combate librado el día 15 de enero de 1362 en el municipio granadino de Guadix, entre las tropas del reino nazarí de Granada y las fuerzas del reino de Castilla y León, en el que estas últimas fueron derrotadas completamente por las primeras.
Al mando de las tropas castellanas se encontraban los caballeros Diego García de Padilla, maestre de la Orden de Calatrava, Enrique Enríquez el Mozo, adelantado mayor de la frontera de Andalucía y bisnieto del rey Fernando III de Castilla, y Men Rodríguez de Biedma, que era el caudillo mayor del obispado de Jaén.

## Antecedentes
El 21 de diciembre de 1361, poco antes de que se librara esta batalla, Diego García de Padilla, maestre de la Orden de Calatrava, Enrique Enríquez el Mozo, adelantado mayor de la frontera de Andalucía, y Men Rodríguez de Biedma, caudillo mayor del obispado de Jaén, habían infligido una seria derrota a las tropas del reino nazarí de Granada en la batalla de Linuesa.
A continuación, los mismos comandantes cristianos reunieron sus contingentes, penetraron en el reino de Granada y se dirigieron al municipio granadino de Guadix, que en previsión de un posible ataque cristiano había sido guarnecido con seiscientos caballeros y cuatro mil peones por los musulmanes. Y las fuerzas castellanas, por su parte, ascendían a mil caballeros y dos mil peones.
No obstante, los cristianos no deseaban entrar en combate, ya que sus comandantes se hallaban enojados con el rey Pedro I de Castilla porque este se había apoderado de los musulmanes que aquellos habían capturado en la reciente batalla de Linuesa, a pesar de que les había prometido entregarles por cada uno de los cautivos la suma de trescientos maravedís.
Además, las tropas cristianas se mostraban temerosas a causa de los presagios funestos que los adalides habían tenido sobre la inminente batalla que se libraría con los musulmanes, según consignó el cronista Pedro López de Ayala en la Crónica del rey don Pedro.

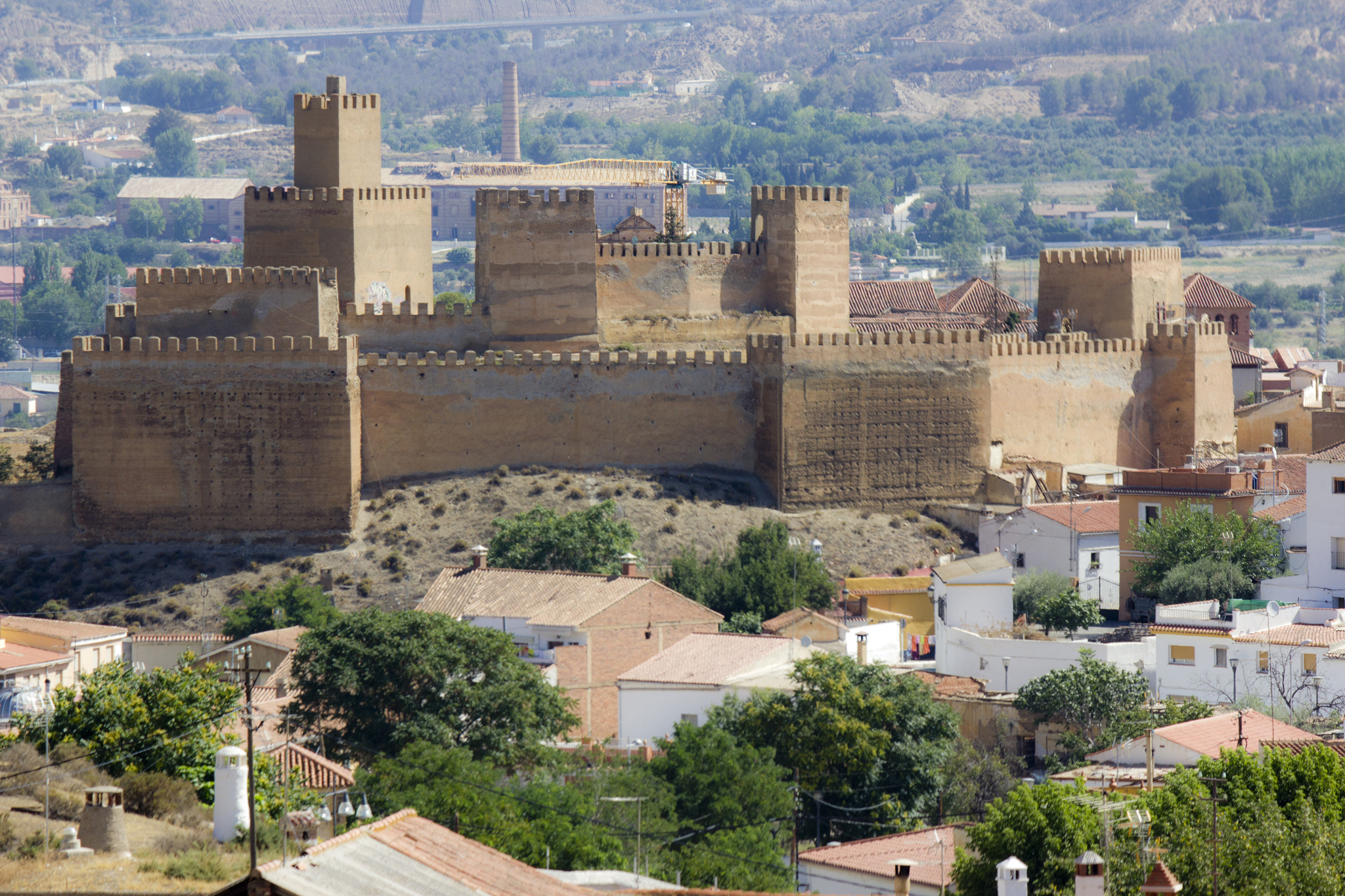
Vista de la Alcazaba de Guadix.

## La batalla de Guadix
En la mañana del 15 de enero de 1362, las tropas cristianas llegaron ante Guadix y dividieron sus fuerzas en dos grandes gruposː uno de ellos se dirigió a atacar las tierras de Val de Alhama, y el otro permaneció estacionado ante Guadix. Pero cuando los musulmanes observaron que el ejército cristiano se había dividido en dos, salieron de Guadix y los atacaron.
Las tropas musulmanas cruzaron un río y un puente y atacaron a los cristianos, quienes enviaron a doscientos de sus caballeros para repeler el ataque. Los doscientos jinetes cristianos derrotaron a los musulmanes, les obligaron a cruzar de nuevo el puente y mataron a cincuenta de los jinetes enemigos.

Mientras tanto, las fuerzas de Diego García de Padilla, maestre de la Orden de Calatrava, las de Enrique Enríquez el Mozo, adelantado mayor de la frontera de Andalucía y las de Men Rodríguez de Biedma, caudillo mayor del obispado de Jaén, permanecieron donde estaban y no ayudaron a los caballeros cristianos que habían cruzado el puente y que estaban atacando a los musulmanes. Cuando estos últimos observaron que los comandantes cristianos no socorrían a sus hombres, atacaron de nuevo a los cristianos. Entre los caballeros cristianos fallecidos hasta ese momento figuraban Dia Sánchez de Rojas, Juan Sánchez de Sandoval, Simón González de Olite y Juan de Mendoza.

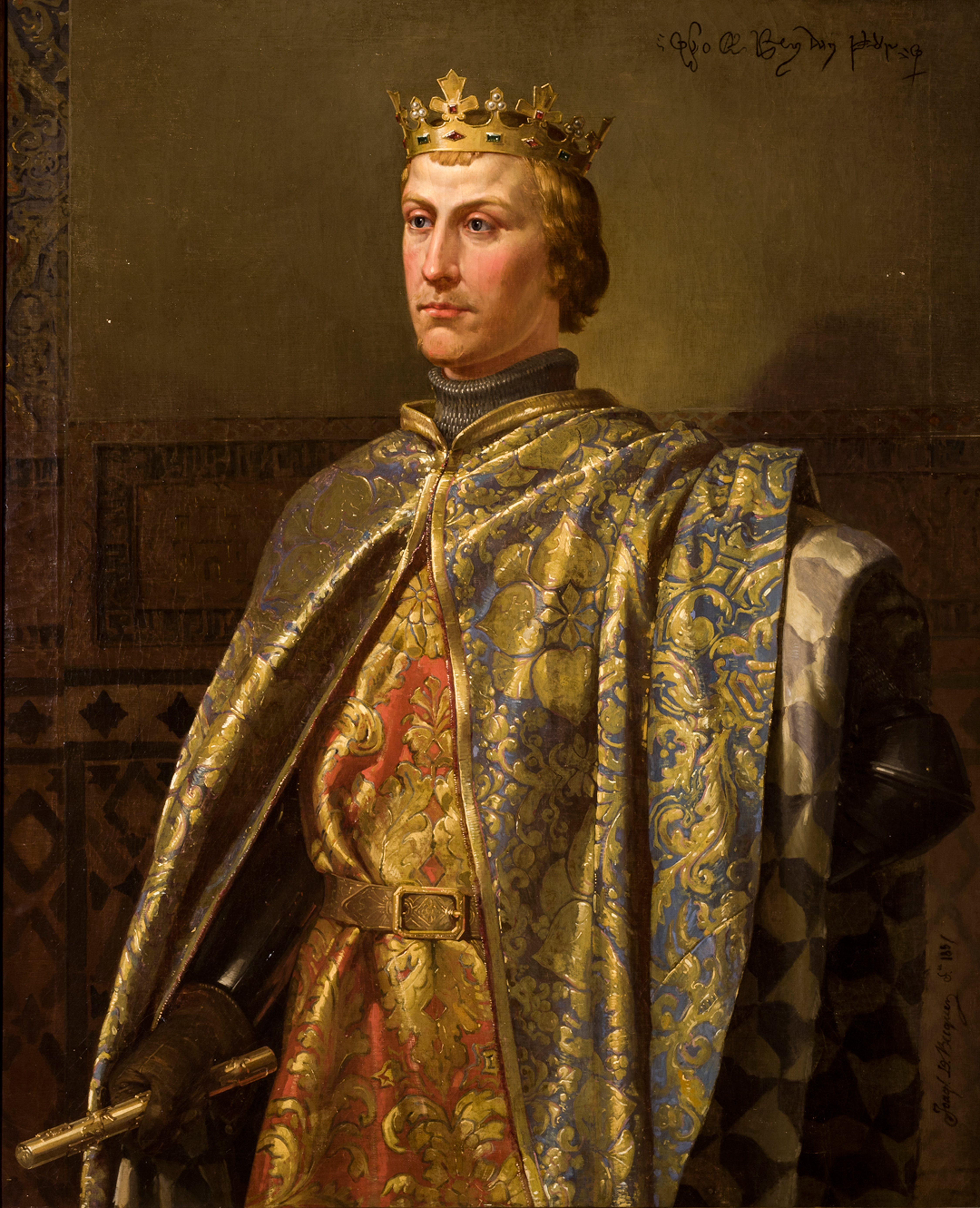
Retrato imaginario del rey Pedro I de Castilla. Joaquín Domínguez Bécquer. (Ayuntamiento de Sevilla).

Poco después, los jinetes cristianos que aún combatían cerca del puente solicitaron a Diego García de Padilla y a Enrique Enríquez el Mozo que les enviasen refuerzos, aunque estos últimos les ordenaron que volviesen a cruzar el puente y retornasen a las filas cristianas, para que de ese modo todo el ejército castellano unido atacase al ejército granadino, por lo que los jinetes cristianos abandonaron el puente y, a su pesar, retornaron a sus filas.
La caballería musulmana cruzó entonces el puente y atacó al ejército castellano. La batalla que se libró a continuación duró desde la salida del sol hasta la hora nona, es decir, aproximadamente hasta las 15:00 horas. Los cristianos intentaron resistir el ataque, algunos de sus hombres comenzaron a huir y las tropas de Diego García de Padilla y las de Enrique Enríquez el Mozo, a pesar de que combatieron valerosamente, fueron derrotadas por los musulmanes.
Aunque algunos hombres consiguieron escapar, entre ellos Enrique Enríquez el Mozo, la mayoría de los cristianos fueron apresados o muertos. El maestre de la Orden de Calatrava también fue apresado y, junto con otros prisioneros, fue conducido al reino de Granada. Entre los caballeros cristianos capturados figuraban Pero Gómez de Porres el Viejo, Rui González de Torquemada, Sancho Pérez de Ayala y Lope Fernández de Valbuena.
En la batalla de Guadix perdieron la vida, entre otros, los caballeros Juan Rodríguez de Villegas el Calvo, Juan Fernández de Herrera, Juan Fernández Cabeza de Vaca, Diego López de Porres y Diego Fernández de Jaén, comendador de Biedma en la Orden de Santiago.

## Consecuencias
Pocos días después de haber sido capturados, el maestre de la Orden de Calatrava y sus compañeros de cautiverio fueron puestos en libertad por el rey de Granada y, cargados de presentes, fueron devueltos al reino de Castilla, ya que el monarca granadino deseaba congraciarse con el monarca Pedro I.
El rey de Castilla se apoderó en 1362 de las localidades de Iznájar, Sagra, Cesna y Benamejí y, poco después, el rey Muhammed VI de Granada, acompañado por 300 jinetes y por doscientos peones, se dirigió al municipio cordobés de Baena y desde allí, acompañado por Gutier Gómez de Toledo, prior de la Orden de San Juan, fue a Sevilla para solicitar a Pedro I el cese de las hostilidades entre el reino de Granada y el reino de Castilla.
Pero a los pocos días Pedro I dio muerte personalmente al monarca granadino en el barrio sevillano de Tablada.